# 정중지 (가수)
정중기(중국어: 鄭中基, 병음: Zhèng Zhōngjī 정중지[*], 광둥어: C Cheng Chung Kei  청충케이, 영어: Ronald Cheng, 1972년 3월 9일~ )는 홍콩의 남성 가수, 배우 겸 진행자이다.